# Виллер-ла-Виль (Франция)
Вилле́р-ла-Виль (фр. Villers-la-Ville) — коммуна во Франции, находится в регионе Франш-Конте. Департамент — Верхняя Сона. Входит в состав кантона Виллерсексель. Округ коммуны — Люр.
Код INSEE коммуны — 70562.

## География
Коммуна расположена приблизительно в 340 км к юго-востоку от Парижа, в 50 км северо-восточнее Безансона, в 25 км к востоку от Везуля.
На севере коммуны протекает река Роньон.

## Население
Население коммуны на 2010 год составляло 164 человека.
| 1962 | 1968 | 1975 | 1982 | 1990 | 1999 | 2010 |
| ---- | ---- | ---- | ---- | ---- | ---- | ---- |
| 151  | 151  | 139  | 147  | 134  | 141  | 164  |

## Администрация
| Период | Период | Фамилия       | Партия      | Примечания |
| ------ | ------ | ------------- | ----------- | ---------- |
| 2001   | 2009   | Мишель Бьянки | Новый центр |            |
| 2009   | 2014   | Эдмон Бресон  | Новый центр |            |

## Экономика
В 2010 году среди 100 человек трудоспособного возраста (15—64 лет) 71 были экономически активными, 29 — неактивными (показатель активности — 71,0 %, в 1999 году было 76,4 %). Из 71 активных жителей работали 64 человека (38 мужчин и 26 женщин), безработных было 7 (2 мужчины и 5 женщин). Среди 29 неактивных 4 человека были учениками или студентами, 17 — пенсионерами, 8 были неактивными по другим причинам.

## Фотогалерея

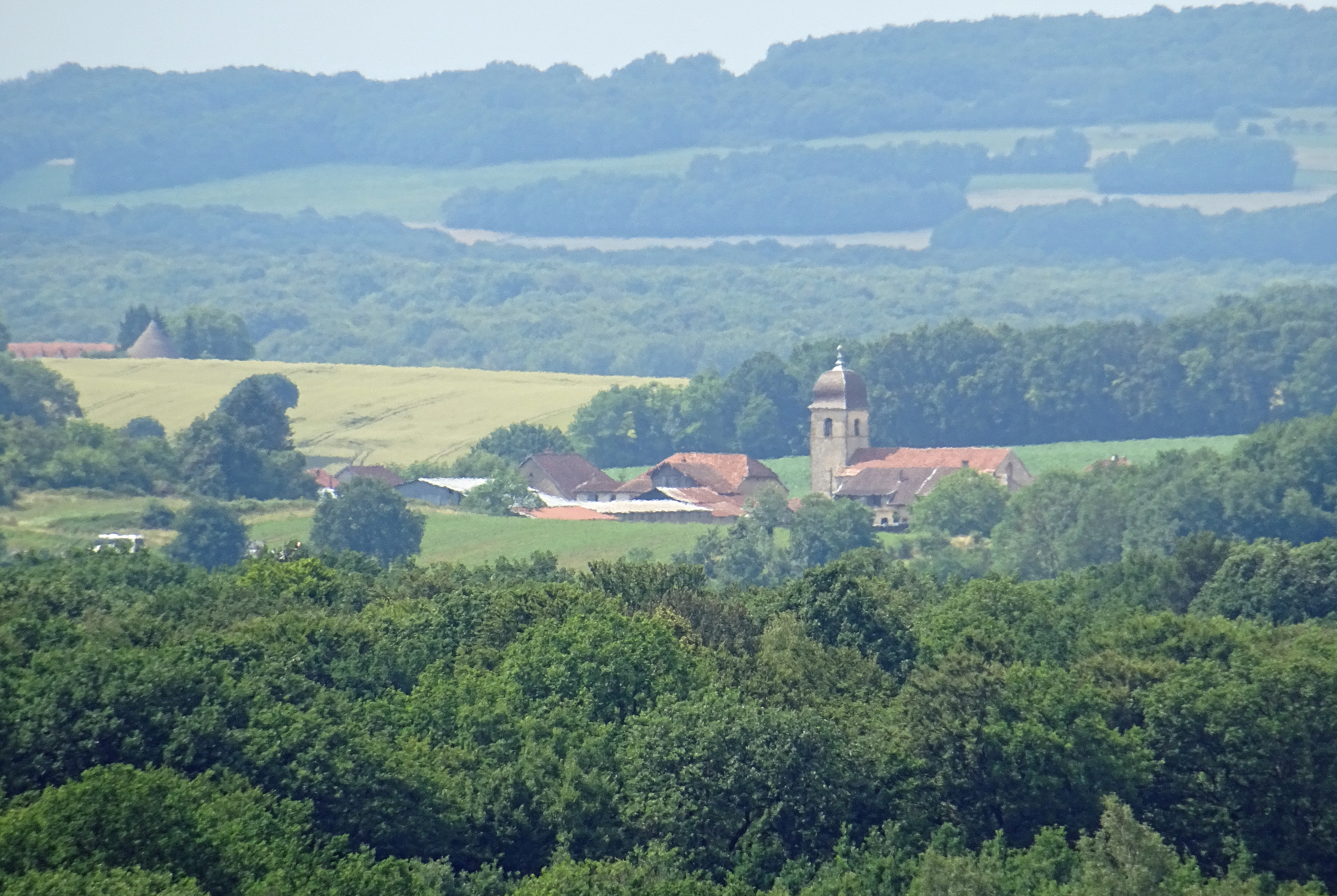
Виллер-ла-Виль
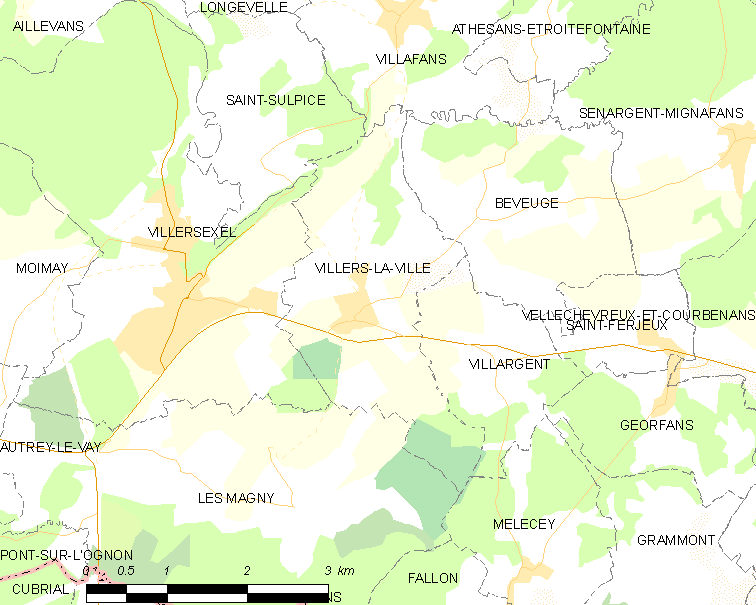
Карта коммуны